# Trichosalpinx tenuiflora
Trichosalpinx tenuiflora är en orkidéart som först beskrevs av Rudolf Schlechter, och fick sitt nu gällande namn av Carlyle August Luer. Trichosalpinx tenuiflora ingår i släktet Trichosalpinx och familjen orkidéer. Inga underarter finns listade i Catalogue of Life.